# Hymenelia
Hymenelia Kremp.  (woszczak) – rodzaj grzybów z klasy miseczniaków Lecanoromycetes. Ze względu na współżycie z glonami zaliczany jest do grupy porostów.

## Systematyka i nazewnictwo
Pozycja w klasyfikacji według Index Fungorum: Hymeneliaceae, Hymeneliales, Ostropomycetidae, Lecanoromycetes, Pezizomycotina, Ascomycota, Fungi.
Synonimy nazwy naukowej: Pinacisca A. Massal.
Nazwa polska według W. Fałtynowicza.

## Niektóre gatunki
- Hymenelia coerulea A. Massal. 1855[4] – woszczak niebieskawy
- Hymenelia cyanocarpa (Anzi) Lutzoni 1995
- Hymenelia epulotica (Ach.) Lutzoni 1995 – woszczak różowy
- Hymenelia heteromorpha (Kremp.) Lutzoni 1995 – woszczak różnopostaciowy
- Hymenelia melanocarpa (Kremp.) Arnold 1869 – woszczak granatowy
- Hymenelia prevostii (Duby) Kremp. 1852 – woszczak Prevosta
- Hymenelia rhodopis (Sommerf.) Lutzoni 1995
- Hymenelia similis (A. Massal.) M. Choisy 1949[4] – woszczak mały

Nazwy naukowe na podstawie Index Fungorum. Nazwy polskie według checklist W. Fałtynowicza.